# Alain Caillé (physicien)
Pour les articles homonymes, voir Alain Caillé et Caillé (homonymie).
Alain Caillé est un physicien canadien. Au début du XXIe siècle, il est surtout connu pour ses travaux sur les cristaux, dont les exposants de Caillé.

## Biographie
En 1970, il a obtenu son doctorat en physique de l'université McGill, sous la direction de Philippe Wallace.
La même année, il décide de travailler avec Pierre-Gilles de Gennes, qu'il rencontre fortuitement à bord d'un avion effectuant un trajet vers Grenoble en France. Ce sera un tournant dans sa carrière scientifique.
En 1971, il s'est installé à Paris pour étudier la mécanique des fluides. Il décide de déterminer le modèle mathématique expliquant le comportement des cristaux liquides. Il y parvient, mettant au point ce qui sera appelé les exposants de Caillé.
Par la suite, tout en continuant à travailler sur les cristaux, il a occupé différents postes à l'UQAM, l'université de Sherbrooke et l'université de Montréal.
En 1996, il a reçu le prix Léon-Lortie. En 2009, il a reçu le prix Acfas Adrien-Pouliot.